# Edvīns Šnore
Edvīns Šnore (ur. 21 marca 1974 w Saulkrasti) – łotewski reżyser i scenarzysta, autor filmu „The Soviet Story” (łot. Padomju stāsts, pol. Sowiecka historia). Od 2014 poseł na Sejm trzech kadencji. 

## Życiorys
Jego rodzina wywodzi się z Kuldygi. Uczył się w szkole średniej nr 4 Rydze, jego nauczycielem historii był Aivars Ronis, ojciec byłego ministra spraw zagranicznych Łotwy. W czasie pieriestrojki sympatyzował z Łotewskim Frontem Ludowym. Studiował w Norwegii. Uzyskał stopień magistra nauk politycznych w Uniwersytecie Łotewskim. W latach 1995–1999 pracował w strukturach Ministerstwa Obrony, następnie zaś w Łotewskim Centrum Technologicznym (1999–2000) i jako szef projektu europejskiego w przedsiębiorstwie multimedialnym „RIDemo”. W 2006 rozpoczął trwające dwa lata prace nad filmem „The Soviet Story”, był jego scenarzystą i reżyserem. Materiały do filmu zbierał przez 10 lat. Film powstał we współpracy i przy pomocy deputowanych do Parlamentu Europejskiego z różnych krajów.
Był doktorantem Uniwersytetu Łotewskiego, pracował nad doktoratem na temat stosunku państw zachodnich do Hołodomoru. Pracę obronił w czerwcu 2013. 
Został odznaczony Orderem Trzech Gwiazd IV stopnia, a także Orderem Krzyża Ziemi Mariańskiej IV stopnia. Jego kukła została spalona w 2008 przez prokremlowską młodzieżówkę „Młoda Rosja” pod budynkiem ambasady łotewskiej w Moskwie w ramach protestu przeciwko „pisaniu na nowo historii” przez kraje bałtyckie.
W wyborach w 2014 uzyskał mandat posła na Sejm XII kadencji z listy Zjednoczenia Narodowego „Wszystko dla Łotwy!"–TB/LNNK. Reelekcję uzyskiwał w wyborach 2018 i 2022. 